# L'Homme de mes rêves (roman)
Pour les articles homonymes, voir L'Homme de mes rêves.
L'Homme de mes rêves (sous-titré ou les Mille Travaux de Barnabé le sage devenu Barnabé le bègue à la suite d'une terrible mésaventure qui le priva quelques heures durant de la parole) est le troisième roman d'Olivia Rosenthal paru en 2002 aux éditions Verticales.

## Présentation
Barnabé est un homme solitaire. Bien qu'entouré d'amis fidèles, il passe la majeure partie de son temps à s'occuper de ses plantes. Il ne semble pas à l'aise socialement et a beaucoup de difficulté à communiquer avec son entourage. Son existence, pour le moins tranquille, lui apparait comme étant heureuse. Cependant la frustration amoureuse et un incident ménager vont lui montrer que son bonheur n'est qu'illusion et qu'il est à rechercher ailleurs.
Olivia Rosenthal aborde le thème de la recherche du bonheur dans une société individualiste. Elle traite aussi de l'amitié et de la confrontation avec les autres.
Les personnages du roman sont peu nombreux. Tout d'abord Barnabé donc, homme solitaire, d'une trentaine année sûrement bien que son âge ne soit jamais explicitement mentionné. Il est collectionneur de plantes et apparaît comme asocial. Il y a ensuite Granpierre, ami attentionné mais qui reproche à Barnabé son manque d'implication dans leur amitié. Granpierre a trompé sa femme et depuis sa rupture avec celle-ci cumule les relations amoureuses. Un autre ami appelé dans le livre « son ami », Marie, la fille cadette de cet ami dont Barnabé est amoureux et enfin Cassandre, une blonde qui est attirée par Barnabé.
L'action se déroule à Paris et est contemporaine à son moment d'écriture. Les personnages sont issus de la classe sociale élevée, habitant dans le 16e arrondissement.
La narration se fait au présent, à la troisième personne du singulier. Le point de vue narratif adopte un statut externe à l'histoire, se plaçant en témoin simple de l'action et d'un point de vue externe libre, s'autorisant quelques descriptifs des pensées internes bien que n'étant pas omniscient. L'histoire se déroule sur plusieurs semaines, peut-être plusieurs mois mais rien n'est clairement indiqué. La structuration est linéaire, les événements sont narrés chronologiquement. Olivia Rosenthal retranscrit les dialogues de toutes les manières, en discours direct, discours indirect, libre et narrativisé.
Dans son récit, l'auteure accumule les répétitions et les rappels des événements et idées. La ponctuation est très importante et participe au rythme, les phrases sont longues comprenant de nombreuses virgules mais très souvent exemptes de point.

### Édition
- Olivia Rosenthal, L'Homme de mes rêves ou les mille travaux de Barnabé le sage devenu Barnabé le bègue à la suite d'une terrible mésaventure qui le priva quelques heures durant de la parole, Paris, Verticales, 2002  (ISBN 2-84335-137-5)